# Железнодорожная Казарма 15 км
Железнодоро́жная Каза́рма 15 км, 15 км — упразднённый в 2009 году населённый пункт (тип: железнодорожная казарма) в Кулундинском районе Алтайского края. Входил в состав Курского сельсовета.

## География
Расположен в западной части Алтайского края.

## История
Населённый пункт возник для обслуживания инфраструктуры железной дороги.
Был упразднён согласно Закону Алтайского края от 10 ноября 2009 года № 86-ЗС «Об упразднении разъезда Златополь Златополинского сельсовета, Железнодорожной Казармы 15 км Курского сельсовета, разъезда 129 км Октябрьского сельсовета Кулундинского района Алтайского края и внесении изменений в отдельные законы Алтайского края».

## Население
| 1997 | 1998 | 1999 | 2000 | 2001 | 2002 | 2003 |
| ---- | ---- | ---- | ---- | ---- | ---- | ---- |
| 2    | →2   | →2   | →2   | →2   | →2   | →2   |
| 2004 |      |      |      |      |      |      |
| ↘1   |      |      |      |      |      |      |

## Инфраструктура
Путевое хозяйство. Остановочный пункт 15 км

## Транспорт
Железнодорожный транспорт.
В пешей доступности региональная автодорога 01К-03.